# Shogitai

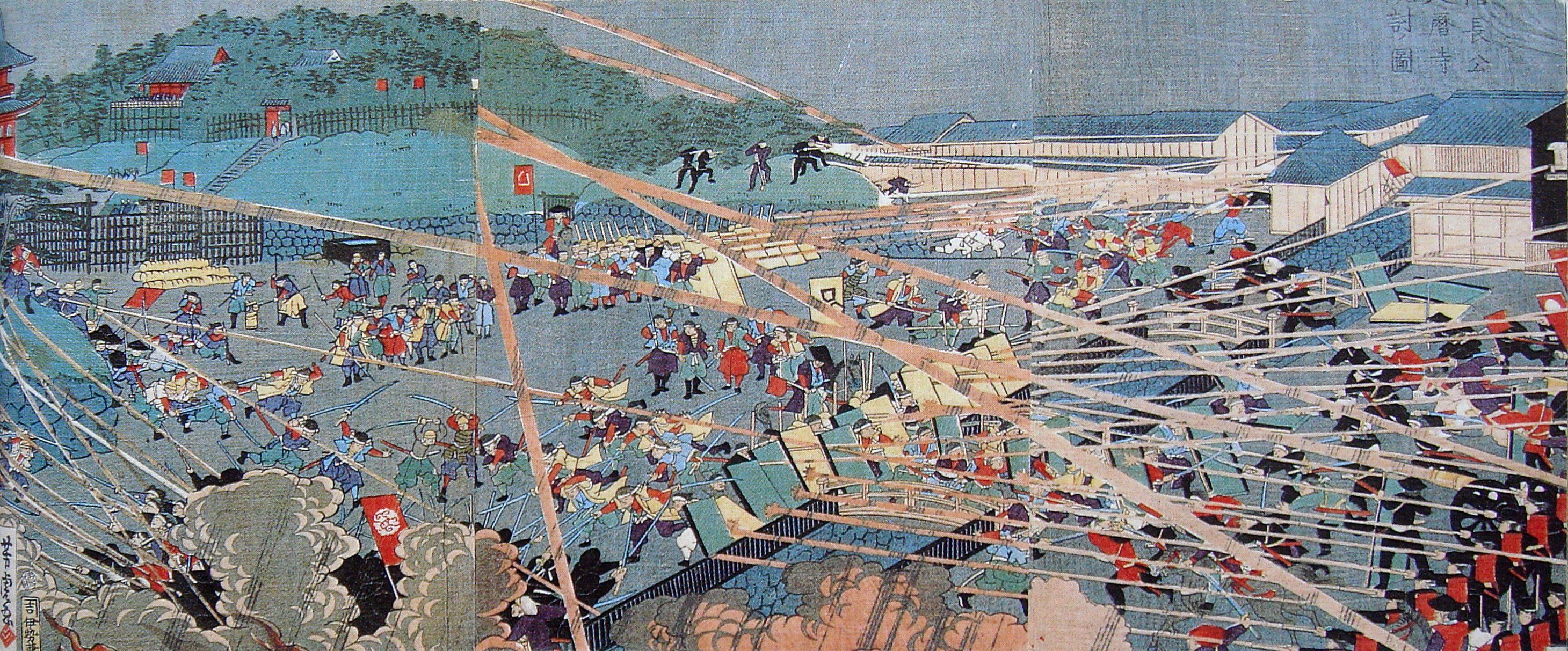
Els Shogitai (centre) s'enfronten a les tropes imperials "Kangun" a la batalla de Ueno, 4 de juliol de 1868.

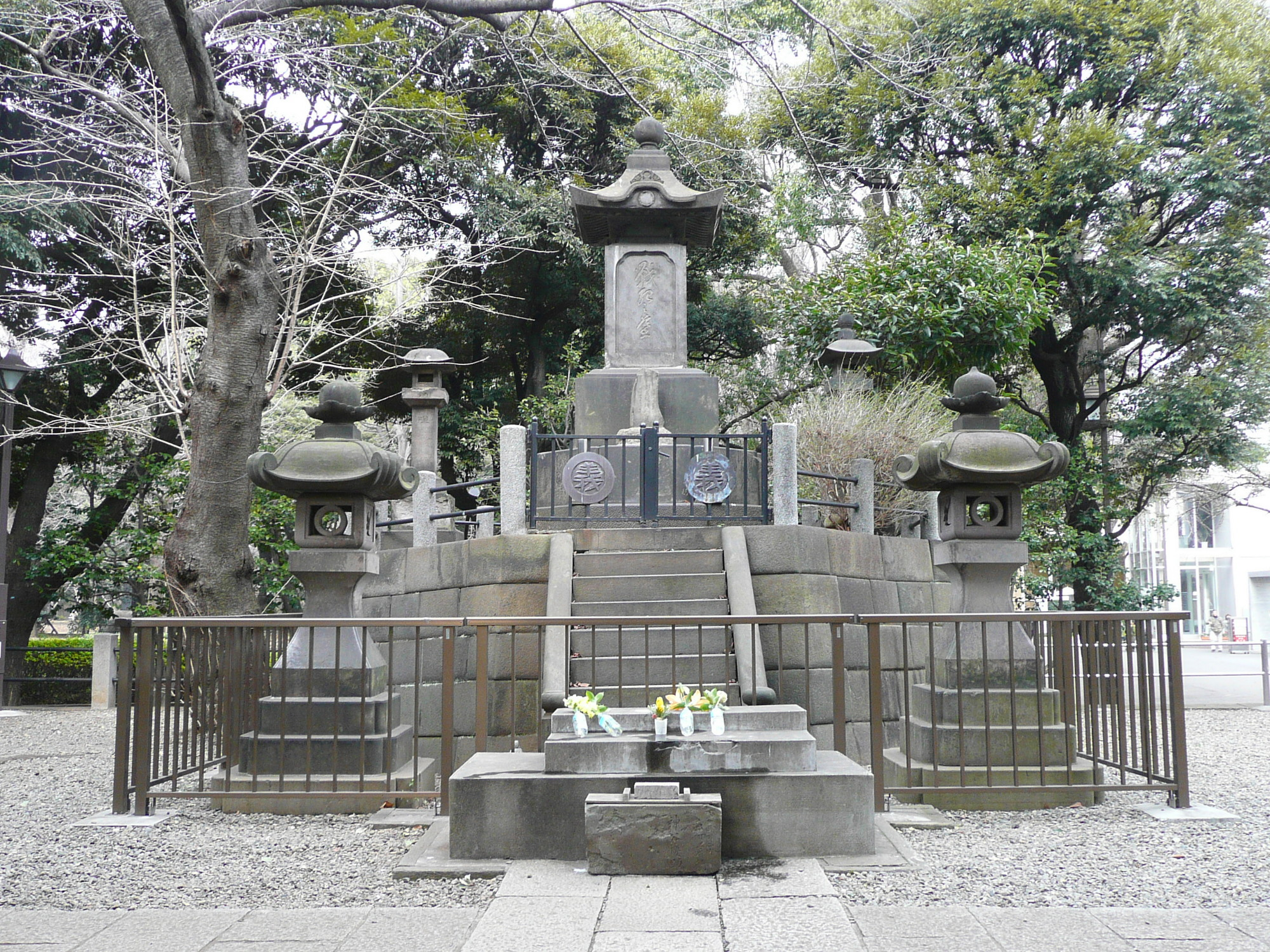
Monument funerari als Shogitai al Parc Ueno.

Els Shogitai (彰義隊, lit. "Lliga per demostrar la rectitud") eren un cos d'elit del shogunat durant el període Bakumatsu del Japó. Els Shogitai van prendre bona part a les batalles de la guerra Boshin, especialment a la batalla de Toba-Fushimi, i a la batalla de Ueno, on van ser gairebé exterminats.